# Poggio Berni
Poggio Berni este o comună din provincia Rimini, Italia. În 2011 avea o populație de 3366 de locuitori.

## Demografie
Date: Wikidata - grafică realizată de Wikipedia